# Kõlli
Kõlli (est. Kõlli järv) – jezioro w Estonii, w prowincji Valgamaa, w gminie Otepää. Położone jest na wschód od wsi Arula. Ma powierzchnię 3,5 ha, linię brzegową o długości 713 m, długość 240 m i szerokość 230 m. Sąsiaduje z jeziorami Jussa, Tornijärv, Otipeipsi, Kärnjärv, Peräjärv, Pühajärv. Przepływa przez nie rzeka Voki oja.